# Niihama
Niihama (japánul 新居浜市 [Niihama-si]) város Japánban, Ehime prefektúrában. 1937. november 3-án alapították. A város híres a Besshi rézbányáról és az évi Niihama Taiko Fesztiválról.

## Fekvése
Sikoku szigetének az északi és Ehime prefektúrának a keleti részén fekszik.

## Népesség
| Lakosok száma | 121 735 | 119 903 | 114 971 |
|               | 2010    | 2015    | 2021    |

## Taiko Fesztivál
Október 16 és 18 között kerül megrendezésre minden évben.

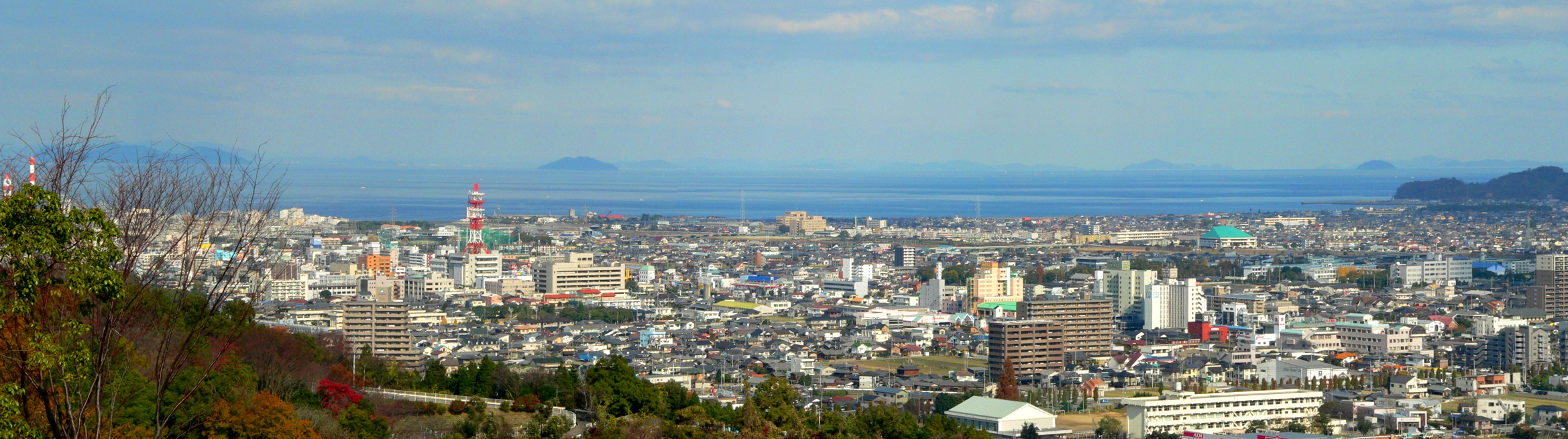
Niihama panorámája

## Testvérvárosok
- Dezhou, Kína